# Nuoto ai Giochi della IX Olimpiade - 200 metri rana femminili
La competizione dei 200 metri rana femminili di nuoto dei Giochi della IX Olimpiade si è svolta i giorni dal 7 al 9 agosto 1928 al Olympic Sports Park Swim Stadium di Amsterdam.

## Risultati

### Turno eliminatorio
Si disputò il 7 agosto. Le prime tre ogni serie furono ammesse alle semififinali.
| Pos. | Concorrente         | Nazione       | Tempo  |
| ---- | ------------------- | ------------- | ------ |
| 1    | Hilde Schrader      | Germania      | 3'11"6 |
| 2    | Agnes Geraghty      | Stati Uniti   | 3'18"8 |
| 3    | Brita Hazelius      | Svezia        | 3'21"6 |
| 4    | Cornelia van Gelder | Paesi Bassi   |        |
| 5    | Margery Hinton      | Gran Bretagna |        |
| 6    | Róża Kajzer         | Polonia       |        |

| Pos. | Concorrente       | Nazione       | Tempo  |
| ---- | ----------------- | ------------- | ------ |
| 1    | Charlotte Mühe    | Germania      | 3'14"2 |
| 2    | Mietje Baron      | Paesi Bassi   | 3'20"2 |
| 3    | Margaret Hoffman  | Stati Uniti   | 3'21"6 |
| 4    | Hedwig Bienenfeld | Austria       |        |
| 5    | Dora Gibbs        | Gran Bretagna |        |
| 6    | Virginie Rausch   | Lussemburgo   |        |

| Pos. | Concorrente         | Nazione       | Tempo  |
| ---- | ------------------- | ------------- | ------ |
| 1    | Else Jacobsen       | Danimarca     | 3'17"6 |
| 2    | Elfriede Zimmermann | Germania      | 3'18"6 |
| 3    | Marianne Gustafsson | Svezia        | 3'27"0 |
| 4    | Dorothy Prior       | Canada        |        |
| 5    | Mabel Hamblen       | Gran Bretagna |        |

| Pos. | Concorrente           | Nazione     | Tempo  |
| ---- | --------------------- | ----------- | ------ |
| 1    | Margaretha van Norden | Paesi Bassi | 3'27"2 |
| 2    | Jane Fauntz           | Stati Uniti | 3'29"0 |
| 3    | Doris Thompson        | Australia   | 3'33"6 |
| 4    | Alice Stoffel         | Francia     |        |

### Semifinali
Si disputarono l'8 agosto. Le prime tre ogni serie furono ammesse alla finale.
| Pos. | Concorrente         | Nazione     | Tempo  |
| ---- | ------------------- | ----------- | ------ |
| 1    | Mietje Baron        | Paesi Bassi | 3'15"4 |
| 2T   | Charlotte Mühe      | Germania    | 3'16"8 |
| 2T   | Else Jacobsen       | Danimarca   | 3'16"8 |
| 4    | Agnes Geraghty      | Stati Uniti |        |
| 5    | Elfriede Zimmermann | Germania    |        |
| 6    | Marianne Gustafsson | Svezia      |        |

| Pos. | Concorrente           | Nazione     | Tempo  |
| ---- | --------------------- | ----------- | ------ |
| 1    | Hilde Schrader        | Germania    | 3'11"2 |
| 2    | Brita Hazelius        | Svezia      | 3'21"4 |
| 3    | Margaret Hoffman      | Stati Uniti | 3'22"4 |
| 4    | Margaretha van Norden | Paesi Bassi |        |
| 5    | Doris Thompson        | Australia   |        |
| 6    | Jane Fauntz           | Stati Uniti |        |

### Finale
Si disputò il 9 agosto. 
| Pos.    | Concorrente      | Nazione     | Tempo  |
| ------- | ---------------- | ----------- | ------ |
| Oro     | Hilde Schrader   | Germania    | 3'12"6 |
| Argento | Mietje Baron     | Paesi Bassi | 3'15"2 |
| Bronzo  | Charlotte Mühe   | Germania    | 3'17"6 |
| 4       | Else Jacobsen    | Danimarca   | 3'19"0 |
| 5       | Margaret Hoffman | Stati Uniti | 3'19"2 |
| 6       | Brita Hazelius   | Svezia      | 3'23"0 |